# Elgiva av Shaftesbury
Elgiva av Shaftesbury, född okänt år, död 944, var en engelsk drottning och ett lokalhelgon, gift med kung Edmund I av England. 
Hon hade en tät kontakt med nunneklostret Shaftesbury Abbey i Dorset, där hon dyrkades som helgon. Hennes festdag är 18 maj.

## Biografi
Elgiva var dotter till en kvinna vid namn Wynflæd, som möjligen var nunna i Shaftesbury Abbey. Hennes far är okänd.
Tidpunkten för vigseln är okänd. Hennes status vid hovet tycks ha varit lägre än hennes svärmors, och hon tycks bara ha bevittnat ett enda dokument under sin makes regeringstid. Hon ska ha lidit av sjukdom under sina sista år, och begravdes i Shaftesbury Abbey.
Efter begravningen sades mirakel inträffa runt hennes grav och människor bli botade från sjukdomar, och klostret blev snart en pilgrimsort. Hon var ett populärt helgon under hela den anglosaxiska tiden mellan 944 och 1066. 
Hennes mördade sonson Edvard Martyrens kropp fördes 979 till Shaftesbury Abbey under stora ceremonier.  